# جاستن هاربر
جاستن هاربر (بالإنجليزية: Justin Harper)‏ هو لاعب كرة قدم أمريكية أمريكي، ولد في 24 فبراير 1985 في كاتاوبا في الولايات المتحدة.

## وصلات خارجية
- جاستن هاربر على موقع مرجع كرة القدم المحترفة.كوم (الإنجليزية)